# Требник митрополита Феогноста
Тре́бник митрополи́та Феогно́ста ― подложное сочинение, требник, созданный в начале XVIII века для доказательства древности троеперстия, а также некоторых других обрядов, введенных патриархом Никоном. Фальсификация была разоблачена старообрядцами, в частности Александром дьяконом в Керженских ответах и Андреем Денисовым в Поморских ответах (ответ 9). Требник митрополита Феогноста находится в московской синодальной библиотеке; согласно РБС, составлен известным типографом петровского времени Фёдором Поликарповым-Орловым. Этот текст выдавался за сочинение, написанное собственноручно митрополитом Феогностом в 1329 году. Для большой убедительности в Требнике надпись от имени митрополита Феогноста, в которой говорится, что данная книга переведена с келейной греческой книги митрополита Феогноста Евхологион по повелению великого князя Ивана Даниловича Калиты; также сказано, что сам митрополит проверил перевод и обнаружил, что сочинение переведено хорошо и правильно. Требник митрополита Феогноста был издан в 1718 году в приложении к подложному «Соборному деянию на еретика Мартина Арменина». Содержание и подложность Требника подробно рассмотрены историками А. В. Горским и К. И. Невоструевым в фундаментальном труде «Описание славянских рукописей Московской синодальной библиотеки». Палеографический анализ рукописи свидетельствует, что её почерк не соответствует ни одной из рукописей XIV века, язык и содержание показали, что Требник имеет своим источником одно из исправленных в XVII веке изданий памятника 1689 года. Горский и Невоструев писали по поводу Требника:
По рассмотрении сей рукописи, открывается, что Требник, именуемый Феогностовым, представляет много такого, что могло бы служить к обличению упорствующих раскольников в различных их заблуждениях... Если рукопись подлинно принадлежит времени Феогноста митрополита и если перевод ее вполне соответствует подлиннику, как утверждается в подписи, то надобно будет предположить, что не только в России в то время, но и в Греции, откуда привезен подлинник, открывалась потребность в опровержении тех же заблуждений, какие постепенно возросли на русской почве и вполне открылись в XVII столетии... Этот памятник стоит совершенно одиноко среди несомнительных памятников той древности, которую он себе присвояет; тогда как историческими явлениями второй половины XVII столетия он хорошо объясняется.
Требник цитировали и приводили в качестве аргумента архимандрит Питирим в книге «Пращица» и протоиерей Иоанн Кронштадтский в книге «О Кресте Христовом».
В современной Православной энциклопедии под редакцией патриарха Московского и всея Руси говорится без сомнений о подложности «Требника митрополита Феогноста», как и о фальсификации «Соборного Деяния».